# Carregal do Sal
Carregal do Sal ist eine Kleinstadt (Vila) und ein Kreis (Concelho) in Portugal mit 9038 Einwohnern (Stand 19. April 2021).

## Geschichte
Funde und Ausgrabungen belegen eine vorgeschichtliche Besiedlung des Kreisgebietes. Der heutige Kreis wurde erst im Zuge der Verwaltungsreformen nach der Liberalen Revolution 1822 und dem folgenden Miguelistenkrieg geschaffen. Er ging 1836 aus der Zusammenlegung der zuvor eigenständigen Kreise Oliveira do Conde und Currelos hervor.

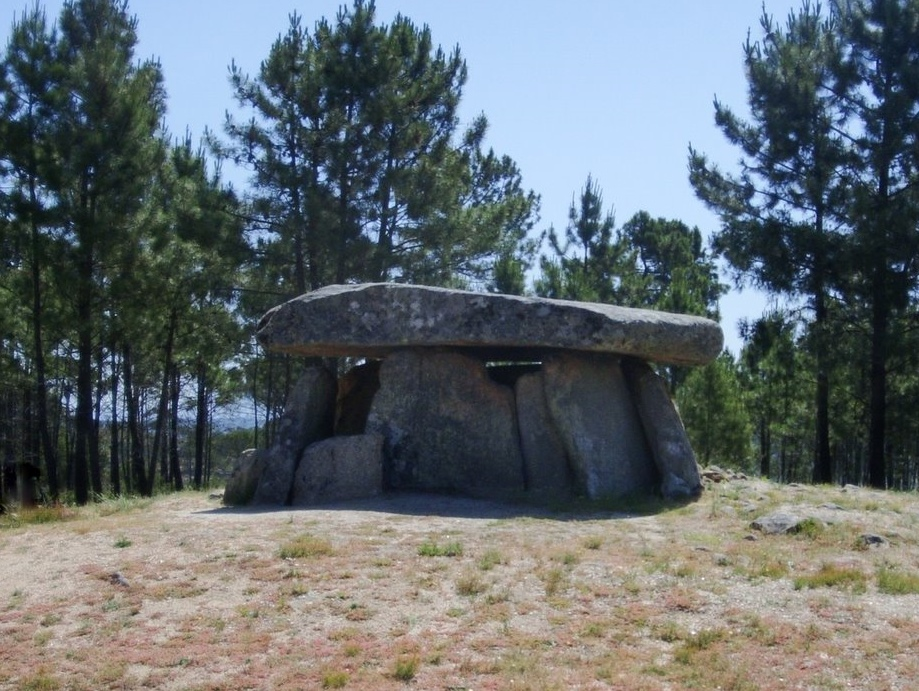
Der Dólmen da Orca

## Kultur und Sehenswürdigkeiten
Zu den Baudenkmälern zählen Herrenhäuser, steinerne Brunnenanlagen, historische öffentliche Gebäude und eine Vielzahl Sakralbauten, darunter die gotische Igreja Matriz de Oliveira do Conde (auch Igreja de São Pedro). Auch der historische Ortskern als Ganzes steht unter Denkmalschutz.
In der Gemeinde Cabanas de Viriato steht das denkmalgeschützte Haus von Aristides de Sousa Mendes, das zu einem Gedenkzentrum für ihn ausgebaut werden soll. Er ermöglichte als Diplomat in Frankreich zehntausenden die Flucht vor dem Nationalsozialismus, entgegen den Anweisungen seiner Regierung, dem Salazar-Regime.
In Fiais da Telha, einem Dorf der Gemeinde Oliveira do Conde, ist ein gut erhaltener Dolmen zu besichtigten, der Dólmen da Orca.

## Verwaltung

### Der Kreis
Carregal do Sal ist Verwaltungssitz eines gleichnamigen Kreises. Die Nachbarkreise sind (im Uhrzeigersinn im Norden beginnend): Nelas, Oliveira do Hospital, Tábua, Santa Comba Dão sowie Tondela.
Mit der Gebietsreform im September 2013 wurden die Gemeinden (Freguesias) Currelos (Carregal do Sal), Papízios und Sobral (früher Sobral de Papízios) zur neuen Gemeinde União das Freguesias de Currelos, Papízios e Sobral zusammengefasst. Der Kreis besteht seither aus den folgenden fünf Gemeinden:

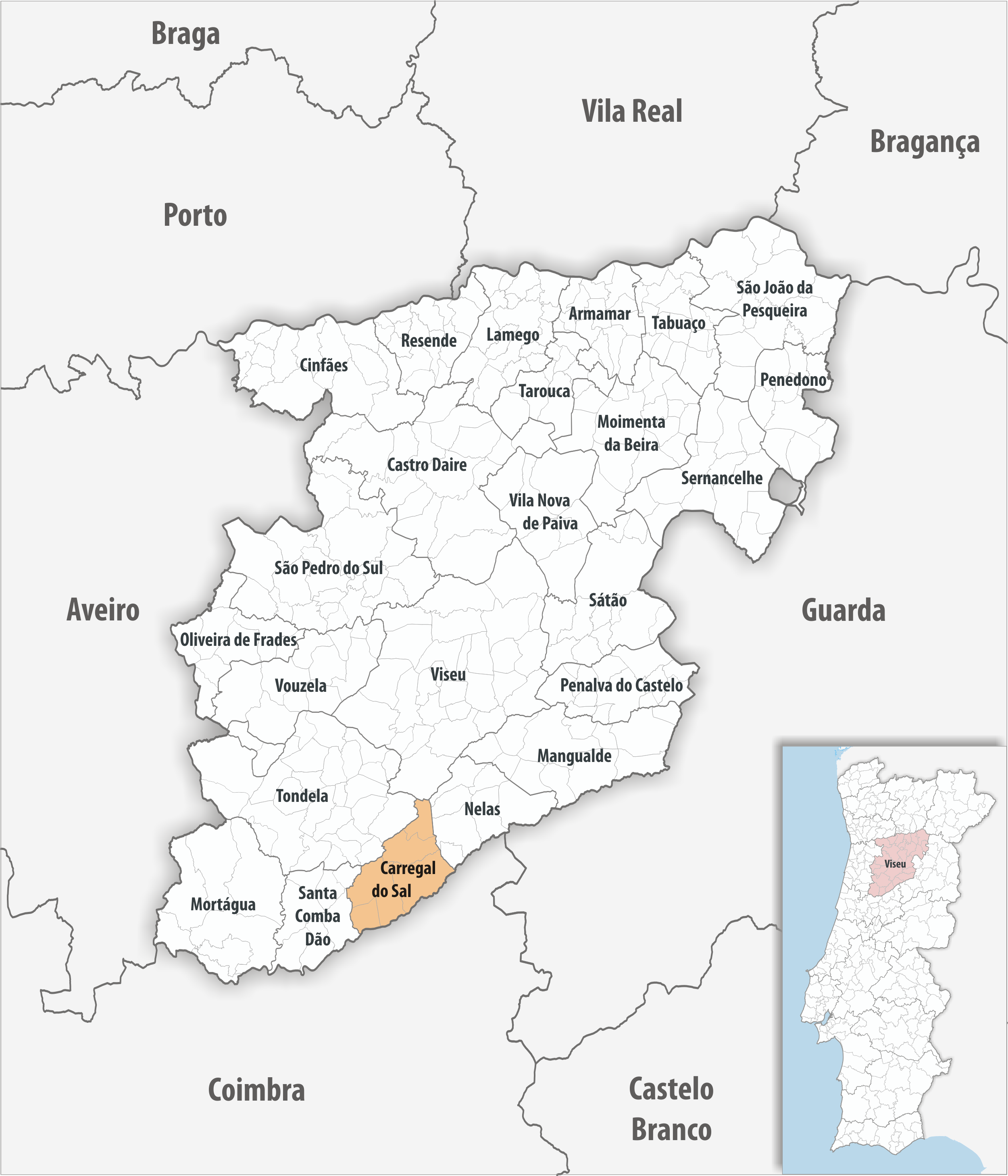
Kreis Carregal do Sal

| Gemeinde                    | Einwohner (2021) | Fläche km² | Dichte Einw./km² | LAU- Code |
| --------------------------- | ---------------- | ---------- | ---------------- | --------- |
| Beijós                      | 814              | 12,53      | 65               | 180201    |
| Cabanas de Viriato          | 1.457            | 21,47      | 68               | 180202    |
| Currelos, Papízios e Sobral | 3.225            | 35,99      | 90               | 180208    |
| Oliveira do Conde           | 2.798            | 35,24      | 79               | 180204    |
| Parada                      | 744              | 11,66      | 64               | 180206    |
| Kreis Carregal do Sal       | 9.038            | 116,89     | 77               | 1802      |

### Bevölkerungsentwicklung
| Einwohnerzahl im Kreis Carregal do Sal (1801–2011) | Einwohnerzahl im Kreis Carregal do Sal (1801–2011) | Einwohnerzahl im Kreis Carregal do Sal (1801–2011) | Einwohnerzahl im Kreis Carregal do Sal (1801–2011) | Einwohnerzahl im Kreis Carregal do Sal (1801–2011) | Einwohnerzahl im Kreis Carregal do Sal (1801–2011) | Einwohnerzahl im Kreis Carregal do Sal (1801–2011) | Einwohnerzahl im Kreis Carregal do Sal (1801–2011) | Einwohnerzahl im Kreis Carregal do Sal (1801–2011) | Einwohnerzahl im Kreis Carregal do Sal (1801–2011) |
| -------------------------------------------------- | -------------------------------------------------- | -------------------------------------------------- | -------------------------------------------------- | -------------------------------------------------- | -------------------------------------------------- | -------------------------------------------------- | -------------------------------------------------- | -------------------------------------------------- | -------------------------------------------------- |
| 1849                                               | 1900                                               | 1930                                               | 1960                                               | 1981                                               | 1991                                               | 2001                                               | 2004                                               | 2011                                               |                                                    |
| 8.650                                              | 14.106                                             | 14.946                                             | 13.468                                             | 11.137                                             | 10.992                                             | 10.411                                             | 10.555                                             | 9835                                               |                                                    |

### Kommunaler Feiertag
- dritter Montag im Juli

## Verkehr
Carregal do Sal liegt an der Eisenbahnstrecke Linha da Beira Alta.
Die Schnellstraße IC12 führt am Ort vorbei. Sie geht in nördlicher Fahrtrichtung bald in die Nationalstraße N234 über, die mit der 35 km entfernten Anschlussstelle von Mangualde an die Autobahn A25 angeschlossen ist. In südlicher Fahrtrichtung führt die IC12 zur 10 km entfernten Schnellstraße IP3.

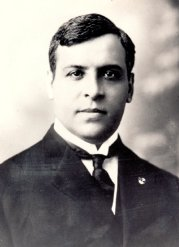
Aristides de Sousa Mendes

Carregal do Sal ist in das landesweite Busnetz der Rede Expressos eingebunden.

## Söhne und Töchter
- Luís António de Soveral Tavares (1800–1883), Jurist, Aktivist des Liberalismus
- Silvério Augusto de Abranches Coelho e Moura (1813–1896), liberaler Politiker
- Aristides de Sousa Mendes (1885–1954), Diplomat, Retter zehntausender Flüchtlinge im Zweiten Weltkrieg
- Aureliano Lima (1916–1984), Bildhauer
- Dina (1956–2019), Sängerin